# De Fries Károly
De Fries Károly, De Fries Károly Ármin Ottó (születési neve: Carlo De Fries, Braunschweig, 1897. április 29. – Budapest, Erzsébetváros, 1950. július 8.) magyar zeneszerző, karmester, banktisztviselő, szivarkahüvelygyáros.

## Életútja
1897-ben Carlo De Fries néven de Fries János Károly Márton és Doerge Teodóra Lujza Erzsébet Vilma olasz szülők gyermekeként született a németországi Braunschweigben. Családja az 1900-as évek elején települt át Magyarországra. Szülei mérnöknek szánták, de ő jobban érdeklődött a zene iránt. Ideje legnagyobb részét a zongora mellett töltötte, közben magántanárhoz járt és saját számokat írt. Az egyik első szerzeménye a „Hófehér gyöngyvirág” már a rádióban is elhangzott a kor ünnepelt énekesnője Rácz Vali előadásában. A szám sikere további dalok megírására inspirálta. Szerénysége, visszafogottsága és tehetsége már korán olyan barátokat szerzett számára mint Szécsén Mihály és Szántó Armand szövegírók, akik hasznos tanácsaikkal is segítették.
1922. december 20-án Budapesten, a Terézvárosban házasságot kötött Baranyi Edit Lujzával, Baranyi István és Nedeczky Izabella Erzsébet lányával, akitől 1926-ban elvált. 1930. december 14-én Budapesten a prágai születésű Szabolcsi Anna Kamillát vette feleségül, Szabolcsi Gusztáv és Szabolcsi
Ilona lányát.
1935-ben megírta első operettjét „Budapest-Wien” címmel, melyet az év szeptember 9-én nagy sikerrel mutatott be a Paulay Ede utcai Kamaraszínház. Az operettet Bécsben is bemutatták, majd 1938-ban „Azúrexpressz” címmel Balogh Béla filmet is készített belőle, melyben Szeleczky Zita játszotta a főszerepet. Újabb sikert hozott az 1937-ben írt „A romantikus asszony” című darab, melynek szövegét Szécsén Mihály és Szántó Armand írta, főszerepét pedig Honthy Hanna játszotta. Végleg azonban akkor futott be, amikor a kor ünnepelt sztárja Karády Katalin elénekelte Honvágy („Idegenben keserűbb a sírás”) kezdetű) dalát. Egyre több zenés színház és szórakozóhely játszotta dalait. A Művész Színháztól, a Belvárosi Színháztól kapott újabb megbízásokat. Török Rezső, G. Dénes György írt neki szövegeket, Bókay János, Vaszary Gábor darabjaihoz pedig ő írt zenét. Több film zenéjét is ő komponálta, melyek közül talán a legjelentősebb az 1942-ben Karády Katalin főszereplésével forgatott „Halálos csók” volt. Az 1943-ban forgatott „Éjjeli zene” slágerét Sárdy János énekelte „Május van” címmel. A háborús években dalai a megpróbáltatások elviselésben, a szenvedések feledésében nyújtottak segítséget. A háború után újra megkeresték a korábbi társszerzők és színházak. Ekkor írta Karádynak a „Bánatos út” című dalát. A Fővárosi Operettszínház a „Budapest-Wien” című operettet tűzte újra műsorára „Kihajolni veszélyes” címmel, melyből már korábban film is készült. Dalokat írt a Művész Színháznak Gárdonyi Géza „Ida regénye” című művéhez, melynek bemutatója 1948 júliusában volt. 1948-ban többször szerepelt a bécsi Staadsoperben, zenéjét külföldön is jól ismerték. Alkotóereje teljében 1950-ben hunyt el Budapesten hashártyagyulladás következtében.

## Emlékezete
Ma is több mint száz slágere szerepel a szórakoztatóhelyek, rádiók, televíziók műsoraiban. Bár dalai a mai napig élnek, De Fries Károly személye méltatlanul hamar feledésbe merült. Nagyon kevés adat maradt róla. A zenei lexikonok, enciklopédiák alig-alig tesznek róla említést. Nemrég jelent meg egy kiadvány De Fries Károly válogatott dalaiból „Hófehér gyöngyvirág” címmel Rózsavölgyi és Társa Kiadó 1937-es kiadványa alapján Z. Horváth Gyula előszavával, melyben a szerző életútját ismerteti.

## Operettjei
- Budapest-Wien (1935)
- A romantikus asszony (1937)
- Ilyenek a férfiak (1940)
- Száz piros rózsa (1942)
- Eladó feleség (1946)
- Mimóza (1947)
- Kihajolni veszélyes (1947)

## Filmjei (zeneszerzőként)
- Azúrexpressz (1938)
- Garzonlakás kiadó (1939)
- Karosszék (1939)
- Az éjszaka lánya (1942)
- Fekete hajnal (1942)
- Halálos csók (1942)
- Valahol Oroszországban (1942, rövidfilm)
- Éjjeli zene (1943)
- Megálmodtalak (1943)
- Sziámi macska (1943)
- A három galamb (1944)

## Főbb szerzemények
- Bánatos út (szövegíró: G. Dénes György)
- Csak álom (szövegíró: Szécsén Mihály)
- Csak egy nap a világ (szövegírók: Vaszary János és Kovách Kálmán)
- Egy hangulat (szövegírók: Szécsén Mihály és Szántó Armand)
- Egy szédült pillanat (szövegíró: Kovách Kálmán)
- Egyszer láttam a tengert (szövegíró: Kristóf Károly)
- Ezt az éjszakát (szövegíró: Szécsén Mihály)
- Fogadj el engem (szövegíró: Kovách Aladár)
- Hófehér gyöngyvirág (szövegíró: Szécsén Mihály)
- Honvágy (szövegíró: Kristóf Károly)
- Május van (szövegíró: Szécsén Mihály)
- Miért fáj a szív
- Ne szólj (szövegíró: Szécsén Mihály)
- Nem számít többé semmi (szövegíró: Kovách Kálmán)
- Peches ember ne menjen a jégre (szövegíró: Szécsén Mihály)
- Száz piros rózsa (szövegíró: Kovách Kálmán)
- Szeretnék valamit kérni (szövegíró: Kovách Kálmán)
- Valahol Oroszországban (szövegíró: Kovách Kálmán)
- Virágos kert az én szívem (szövegíró: Török Rezső)
- Viszontlátásra, hadnagy úr (szövegíró: Kovách Kálmán)